# SV Waldhof Mannheim
SV Waldhof Mannheim là một câu lạc bộ bóng đá có trụ sở tại Mannheim, Baden-Württemberg.

## Đội hình
Tính đến 31 January 2022
Ghi chú: Quốc kỳ chỉ đội tuyển quốc gia được xác định rõ trong điều lệ tư cách FIFA. Các cầu thủ có thể giữ hơn một quốc tịch ngoài FIFA.
| Số | VT | Quốc gia | Cầu thủ                  |
| -- | -- | -------- | ------------------------ |
| 1  | TM | Đức      | Timo Königsmann          |
| 2  | HV | Đức      | Niklas Sommer            |
| 3  | HV | Đức      | Léonce Kouadio           |
| 4  | HV | Hà Lan   | Jesper Verlaat           |
| 5  | HV | Đức      | Marcel Seegert (captain) |
| 6  | TV | Đức      | Stefano Russo            |
| 7  | TV | Đức      | Onur Ünlüçifçi           |
| 8  | TV | Đức      | Fridolin Wagner          |
| 9  | TĐ | Đức      | Joseph Boyamba           |
| 10 | TĐ | Đức      | Pascal Sohm              |
| 11 | TĐ | Croatia  | Dominik Martinović       |
| 13 | TV | Đức      | Marc Schnatterer         |
| 14 | TĐ | Đức      | Anthony Roczen           |
| 17 | TV | Đức      | Marcel Costly            |
| 18 | TV | Tunisia  | Mohamed Gouaida          |

| Số | VT | Quốc gia   | Cầu thủ                                     |
| -- | -- | ---------- | ------------------------------------------- |
| 19 | TV | Đức        | Anton Donkor                                |
| 20 | TV | Pháp       | Adrien Lebeau                               |
| 21 | HV | Đức        | Alexander Rossipal                          |
| 22 | HV | Đức        | Jan Just                                    |
| 23 | TM | Đức        | Jan-Christoph Bartels                       |
| 24 | HV | Đức        | Marcel Gottschling                          |
| 25 | TV | Azerbaijan | Baris Ekincier                              |
| 27 | HV | Đức        | Gerrit Gohlke                               |
| 29 | TĐ | Đức        | Gillian Jurcher                             |
| 30 | TM | Đức        | Lucien Hawryluk                             |
| 31 | TĐ | Hoa Kỳ     | Justin Butler (on loan from Ingolstadt)     |
| 34 | TV | Đức        | Dominik Kother (on loan from Karlsruher SC) |
| 35 | TV | Đức        | Hamza Saghiri                               |
| 37 | TV | Đức        | Marco Höger                                 |

## Tham Khảo
1. ↑  "SV Waldhof Mannheim - Club profile". www.transfermarkt.com (bằng tiếng Anh). Truy cập ngày 26 tháng 5 năm 2022.
2. ↑  "SV Waldhof Formations and Results by Competition". FootballCritic (bằng tiếng Anh). Truy cập ngày 26 tháng 5 năm 2022.

## Liên Kết ngoài
- Website chính thức
- Abseits Guide to German Soccer Lưu trữ ngày 29 tháng 1 năm 2006 tại Wayback Machine
- SV Waldhof Mannheim at Weltfussball.de
- Das deutsche Fußball-Archiv historical German domestic league tables (bằng tiếng Đức)